# Championnat de Norvège féminin de football 2017
Navigation
Édition précédente Édition suivante
Le championnat de Norvège féminin de football 2017 est la 31e édition du championnat de Norvège féminin. Les douze meilleurs clubs de football féminin de Norvège sont regroupés au sein d'une poule unique, la Toppserien, où ils s'affrontent deux fois au cours de la saison, à domicile et à l'extérieur.
Le Lillestrøm SK remporte son cinquième titre de championne de Norvège et le quatrième consécutivement.

## Les équipes participantes
| \| Agglomération d'Oslo: Vålerenga FD Lillestrøm SK Kolbotn Fotball Røa IL Stabæk FK Avaldsnes IL Klepp IL Arna-Bjørnar SK Trondheims-Ørn IL Sandviken IK Grand Bodø Medkila IL \| Localisation des clubs engagés. |
| Agglomération d'Oslo: Vålerenga FD Lillestrøm SK Kolbotn Fotball Røa IL Stabæk FK Avaldsnes IL Klepp IL Arna-Bjørnar SK Trondheims-Ørn IL Sandviken IK Grand Bodø Medkila IL                                       |

## Compétition

### Classement
Le barème utilisé pour établir le classement est le suivant : 3 points pour une victoire, 1 point pour un match nul et 0 point pour une défaite.
| Rang | Équipe            | Pts | J  | G  | N | P  | Bp | Bc | Diff |
| ---- | ----------------- | --- | -- | -- | - | -- | -- | -- | ---- |
| 1    | Lillestrøm SK T   | 59  | 22 | 19 | 2 | 1  | 68 | 18 | +50  |
| 2    | Avaldsnes IL C    | 48  | 22 | 15 | 3 | 4  | 51 | 17 | +34  |
| 3    | Stabæk FK         | 43  | 22 | 13 | 4 | 5  | 46 | 23 | +23  |
| 4    | Klepp IL          | 40  | 22 | 12 | 4 | 6  | 34 | 24 | +10  |
| 5    | Røa IL            | 37  | 22 | 11 | 4 | 7  | 42 | 28 | +14  |
| 6    | Arna-Bjørnar      | 35  | 22 | 9  | 8 | 5  | 39 | 28 | +11  |
| 7    | Vålerenga FD      | 34  | 22 | 10 | 4 | 8  | 38 | 33 | +5   |
| 8    | SK Trondheims-Ørn | 18  | 22 | 8  | 6 | 8  | 36 | 36 | 0    |
| 9    | IL Sandviken      | 18  | 22 | 4  | 6 | 12 | 23 | 34 | -11  |
| 10   | Kolbotn Fotball   | 15  | 22 | 4  | 3 | 15 | 17 | 43 | -26  |
| 11   | IK Grand BodøP    | 8   | 22 | 2  | 2 | 18 | 30 | 80 | -50  |
| 12   | Medkila IL        | 5   | 22 | 1  | 2 | 19 | 9  | 69 | -60  |

- IK Grand Bodø gagne les barrages de promotion relégation contre Urædd et se maintient en Toppserien.

## Bilan de la saison
| Championnat de Norvège féminin de football 2017        |                          |
| Champion                                               | Lillestrøm SK (5e titre) |
| Dauphin                                                | Avaldsnes IL             |
| Coupes et trophées                                     |                          |
| Vainqueur Coupe de Norvège                             | Avaldsnes IL             |
| Qualifications continentales                           |                          |
| Ligue des champions féminine de l'UEFA 2018-2019       | Lillestrøm SK            |
| Ligue des champions féminine de l'UEFA 2018-2019       | Avaldsnes IL             |
| Promotions et relégations                              |                          |
| Promus en Championnat de Norvège féminin de football   | FK Lyn                   |
| Relégués en Championnat de Norvège féminin de football | Medlika IL               |